# Popow
Popow (auch: Popov, kyrillisch Попов) ist ein Familienname.

## Herkunft und Bedeutung
Der Name ist ein Berufsname und abgeleitet vom orthodoxen Priesterrang Pope. Der Name steht an vierter Stelle der Liste russischer Nachnamen nach Häufigkeit.

## Varianten
Die englische Transkription ist Popov. Die weibliche Form ist Popowa (englisch Popova, kyrillisch Попова).
- Popoff, Popów, Poppoff

## Namensträger

### A
- Albert Popow (* 1997), bulgarischer Skirennläufer
- Alek Popow (1966–2024), bulgarischer Schriftsteller
- Aleksandr Popov (* 1976), usbekischer Kanute
- Alexandar Popow (* 1951), bulgarischer Leichtathlet
- Alexander Popow (DJ) (* 1986), russischer DJ
- Alexander Alexandrowitsch Popow (* 1980), russischer Eishockeyspieler
- Alexander Borissowitsch Popow  (* 1959), sowjetischer Gewichtheber
- Alexander Fjodorowitsch Popow (1815–1878), russischer Mathematiker
- Alexander Michailowitsch Popow († 1942), sowjetischer Fischkundler
- Alexander Nikolajewitsch Popow (1820–1877), russischer Historiker
- Alexander Stepanowitsch Popow (1859–1906), russischer Physiker
- Alexander Wassiljewitsch Popow (1808–1865), russischer Orientalist, Mongolist und Hochschullehrer
- Alexander Wladimirowitsch Popow (Schwimmer) (* 1971), russischer Schwimmer
- Alexander Wladimirowitsch Popow (Eiskunstläufer) (* 1984), russischer Eiskunstläufer
- Alexei Wladislawowitsch Popow (* 1978), russischer Fußballspieler
- Alexey Popov, moldauischer Balletttänzer
- Andrei Popow (Sänger), russischer Sänger (Tenor)
- Andrei Alexandrowitsch Popow (1821–1898), russischer Admiral
- Andrei Alexejewitsch Popow (1918–1983), russischer Schauspieler
- Andrei Anatoljewitsch Popow (* 1973), russischer Politiker (Einiges Russland), Bürgermeister von Magadan
- Andrei Wladislawowitsch Popow (* 1988), russischer Eishockeyspieler
- Andrei V. Popow (1939–2009), russischer Biologe
- Anna Jurjewna Popowa (* 1960), russische Staatsfrau; Leiterin des Föderalen Dienstes für die Aufsicht im Bereich Verbraucherschutz und Schutz des menschlichen Wohlergehens
- Anton Popow (1915–1942), bulgarischer Widerstandskämpfer
- Antonina Nikolajewna Popowa (* 1935), sowjetisch-russische Diskuswerferin
- Apostol Popow (* 1982), bulgarischer Fußballspieler
- Atanas Popow (1906–1972), bulgarischer Biologe

### B
- Blagoi Popow (1902–1968), bulgarischer Parteifunktionär (BKP) und Diplomat
- Bojtscho Popow (* 1970), bulgarischer Biathlet
- Boris Nikititsch Popow (* 1941), sowjetischer Wasserballspieler
- Branimir Popow (* 1962), bulgarische Schwimmerin

### C
- Christo Popov (* 2002), französischer Badmintonspieler
- Christo Popow (1858–1951), bulgarischer Offizier und Politiker
- Cornel Popov (* 1978), moldauischer Fußballspieler

### D
- Darja Popowa (* 1993), französische Eiskunstläuferin
- Denis Alexandrowitsch Popow (* 1979), russischer Fußballspieler
- Denis Yuriyovych Popow (* 1999), ukrainischer Fußballspieler
- Denis Wladimirowitsch Popow (* 2002), russischer Fußballtorwart
- Diana Popowa (* 1976), bulgarische Sportgymnastin
- Dimitar Popow (1927–2015), bulgarischer Politiker
- Dimitar Popow (Fußballspieler) (* 1970), bulgarischer Fußballspieler
- Dmitri Lwowitsch Popow (* 1967), russischer Fußballspieler
- Dmitri Minajewitsch Sinodi-Popow (1855–1910), russischer Maler
- Dmitri Wladimirowitsch Popow (* 1966), russischer Eishockeyspieler
- Dmitri Petrowitsch Popow (* 1994), russischer Bobfahrer
- Dušan Popov (1912–1981), serbischer Spion und Doppelagent

### E
- Egor Popov (1913–2001), US-amerikanischer Bauingenieur
- Ernst Popow (1873–1944), russisch-britischer Kryptoanalytiker, siehe Ernst Fetterlein

### F
- Faddei Nikititsch Popow (um 1673–1733), russischer Schiffbauer und Segelmacher
- Fani Popowa-Mutafowa (1902–1977), bulgarische Schriftstellerin
- Faton Popova (* 1984), deutsch-albanischer Fußballspieler
- Fedot Alexejewitsch Popow († 1648), russischer Seefahrer

### G
- Galina Michailowna Popowa (1932–2017), russische Leichtathletin
- Gawriil Charitonowitsch Popow (* 1936), russischer Wirtschaftssachverständiger und Politiker
- Gawriil Nikolajewitsch Popow (1904–1972), russischer Komponist
- Georgi Popow (Fußballspieler) (1944–2024), bulgarischer Fußballspieler
- Georgi Popow (Schauspieler) (1924–1995), bulgarischer Schauspieler
- Georgi Popow (Schachspieler) (* 1934), bulgarischer Fernschachspieler
- Georgi Konstantinowitsch Popow (1899–??), russischer Journalist
- Georgi Michailowitsch Popow (1906–1968), sowjetischer Politiker
- Georgi Wladimirowitsch Popow (1912–1974), sowjetischer Gewichtheber
- German Popov (* 1966), ukrainischer Musiker
- Goran Popov (* 1984), mazedonischer Fußballspieler

### H
- Heinrich Popow (* 1983), deutscher Leichtathlet
- Helen Popova Alderson (1924–1972), russisch-britische Mathematikerin, Übersetzerin und Hochschullehrerin

### I
- Irina Popow (* 1967), deutsche Fernsehregisseurin
- Irina Fjodorowna Popowa (* 1961), sowjetische bzw. russische Historikerin, Sinologin und Hochschullehrerin
- Iryna Popowa (* 1991), ukrainische Mountainbikerin
- Ivan Popov (Ringer) (* 1966), australischer Ringer
- Iwan Popow (General) (1857–1925), bulgarischer General
- Iwan Popow (Radsportler) (1951–2014), bulgarischer Radrennfahrer
- Iwan Popow (Fußballspieler) (* 1973), kasachischer Fußballspieler
- Iwan Alexejewitsch Popow (1851– nach 1919), Bürgermeister von Mariupol
- Iwan Iwanowitsch Popow (* 1975), russischer Generalmajor, Kommandant der 58. Armee
- Iwan Popow (Politiker) (1890–1944), bulgarischer Politiker
- Iwan Jewsejewitsch Popow, weltlicher Name von Innokenti Weniaminow (1797–1879), russischer Geistlicher
- Iwan Wassiljewitsch Popow (1889–1974), russischer Geologe und Hochschullehrer
- Iwan Wladimirowitsch Popow (* 1990), russischer Schachspieler
- Iwelin Popow (* 1987), bulgarischer Fußballspieler

### J
- Jelisaweta Alexejewna Popowa, russische Diplomatin
- Jewgeni Popow (Gewichtheber), bulgarischer Gewichtheber
- Jewgeni Popow (Ringer), russischer Ringer
- Jewgeni Alexandrowitsch Popow (* 1984), russischer Radsportler
- Jewgeni Anatoljewitsch Popow (* 1946), russischer Schriftsteller
- Jewgeni Georgijewitsch Popow (* 1978), russischer Fernsehmoderator
- Jewgeni Michailowitsch Popow, sowjetischer Architekt
- Jewgeni Pawlowitsch Popow (1914–1999), sowjetischer Robotiker
- Jewgeni Sergejewitsch Popow (* 1976), russischer Bobfahrer
- Jordan Popow (1941–2015), bulgarischer Schriftsteller
- Jurdan Popow (1867–1932), bulgarischer Architekt
- Juri Alexandrowitsch Popow (1936–2016), russischer Paläoentomologe und Entomologe
- Juri Fjodorowitsch Popow (* 1954), russischer Diplomat
- Juri Michailowitsch Popow (* 1929), russischer Physiker und Hochschullehrer
- Juri Wsewolodowitsch Popow (* 1930), russischer Ruderer

### K
- Katarzyna Popowa-Zydroń (* 1948), polnische Pianistin und Musikpädagogin
- Konstantin Popov (* 1958), russisch-deutscher Konzertgitarrist
- Konstantin Sergejewitsch Popow (* 1972), russischer Biathlet

### L
- Larisa Popova (* 1957), sowjetisch-moldawische Ruderin
- Leonid Iwanowitsch Popow (* 1945), sowjetischer Kosmonaut
- Ljuben Popow (Schachspieler) (* 1936), bulgarischer Schachspieler
- Ljuben Popow (Sportschütze) (* 1954), bulgarischer Sportschütze
- Ljubomir Popow (* 1967), bulgarischer Skirennläufer
- Ljubow Sergejewna Popowa (1889–1924), russische Malerin

### M
- Marcus Popov (* 1999), deutscher Karateka
- Margarita Popowa (* 1956), bulgarische Politikerin
- Maria Popov (* 1993), deutsche Journalistin und Moderatorin
- Maria Popova (* 1984), US-amerikanische Autorin
- Mariana Popova (* 1978), bulgarische Sängerin, siehe Mariana Popowa
- Mariana Popova (Pianistin) (* 1978), deutsch-bulgarische Pianistin
- Markian Michailowitsch Popow (1902–1969), sowjetischer General
- Matej Popow (* 1951), bulgarischer Wasserballspieler
- Michail Popow (1899–1978), bulgarischer Sänger
- Michail Grigorjewitsch Popow (1893–1955), russischer Botaniker
- Michail Petrowitsch Popow (1837–1898), russischer Bildhauer
- Mihail Popov (* 1976), französisch-bulgarischer Badmintonspieler

### N
- Nadeschda Wassiljewna Popowa (1921–2013), sowjetische Pilotin
- Narzis Popow (* 1952), bulgarischer Sprinter
- Natalja Popova (* 1980), kasachische Wasserspringerin
- Natalja Popowa (Eiskunstläuferin) (* 1993), ukrainische Eiskunstläuferin
- Natalja Iwanowna Popowa (1949–2021), sowjetische bzw. russische Schauspielerin
- Natalja Sergejewna Popowa (1885–1975), sowjetische Pädagogin und Schulbuchautorin für Arithmetik
- Natalja Wjatscheslawowna Popowa (* 1958), russische Schwimmerin
- Nebojša Popov (1939–2016), jugoslawisch-serbischer Soziologe
- Nikifor Gerassimowitsch Popow (1911–1983), sowjetischer Langstreckenläufer
- Nikita Iwanowitsch Popow (1720–1782), russischer Astronom
- Niko Popow (1837–1905), bulgarischer Politiker
- Nikola Popow (* 1983), bulgarischer Fußballschiedsrichter
- Nikolai Jefgrafowitsch Popow (1878–1929), russischer Pilot
- Nil Alexandrowitsch Popow (1833–1891), russischer Historiker und Slawist
- Nina Wassiljewna Popowa (1908–1994), sowjetische bzw. russische Parteifunktionärin und Politikerin

### O
- Oleg Nikolajewitsch Popow (1972–2023), ukrainischer Politiker
- Oleg Konstantinowitsch Popow (1930–2016), sowjetischer Clown
- Oleksandr Popow (* 1960), ukrainischer Politiker
- Omar Surchai ogly Popow (* 2003), russischer Fußballspieler

### P
- Pawel Popow (Biologe) (1902–1988), bulgarischer Biologe
- Pawel Popow (Badminton) (* 1976), russischer Badmintonspieler
- Pawel Anatoljewitsch Popow (* 1957), russischer General
- Pawel Stepanowitsch Popow (1842–1913), russischer Sinologe
- Pjotr Alexandrowitsch Popow (* 1985), russischer Naturbahnrodler
- Pjotr Semjonowitsch Popow (1923–1960), russischer GRU-Offizier und Spion für die CIA

### R
- Radka Popowa (* 1974), bulgarische Biathletin
- Robert Popov (* 1982), mazedonischer Fußballspieler

### S
- Sergei Konstantinowitsch Popow (1930–1995), russischer Marathonläufer
- Sergei Nikolajewitsch Popow (1929–2018), russischer Hürdenläufer
- Sergei Wiktorowitsch Popow (* 1971), russischer Bankier
- Serhij Popow (Fußballspieler) (* 1971), ukrainischer Fußballspieler
- Serhij Popow (* 1991), ukrainischer Beachvolleyballspieler
- Sofka Popowa (* 1953), bulgarische Sprinterin
- Sophia Popov (* 1992), deutsch-US-amerikanische Profigolferin
- Stefani Popowa (* 1993), bulgarische Biathletin
- Stojan Popow (1917–??), bulgarischer Sportschütze
- Strachil Popow (* 1990), bulgarischer Fußballspieler
- Swetlana Wladimirowna Popowa (* 1988), russische Beachvolleyballspielerin

### T
- Toma Junior Popov (* 1998), französischer Badmintonspieler

### V
- Valentina Popovová (Walentina Iwanowna Popowa; * 1960), slowakische Tischtennisspielerin russischer Herkunft
- Vasile Mihai Popov (* 1928), rumänischer Ingenieur und Mathematiker
- Vidina Popov (* 1992), österreichische Schauspielerin
- Vladimir Popov (* 1977), moldawischer Gewichtheber

### W
- Walentin Popow (* 1959), russischer Physiker
- Walentina Popowa (Leichtathletin) (* 1945), sowjetische Speerwerferin
- Walentina Iwanowna Popowa (* 1960), slowakische Tischtennisspielerin russischer Herkunft, siehe Valentina Popovová
- Walentina Wadimowna Popowa (* 1972), russische Gewichtheberin
- Waleri Popow (Rugbytrainer), Rubgy-Union-Trainer
- Waleri Sergejewitsch Popow (Musiker) (* 1937), russischer Fagottist und Hochschullehrer
- Waleri Sergejewitsch Popow (Schachspieler) (* 1974), russischer Schachspieler
- Warwara Alexandrowna Popowa (1899–1988), sowjetische Theaterschauspielerin und Filmschauspielerin
- Wassili Stepanowitsch Popow (1894–1967), sowjetischer General
- Welisar Popow (* 1976), bulgarischer Fußballspieler und -trainer
- Wera Jewstafjewna Popowa (1867–1896), russische Chemikerin und Hochschullehrerin
- Weronika Andrejewna Popowa-Andrusenko (* 1991), russische Schwimmerin
- Wiktor Popow (Fußballspieler) (* 2000), bulgarischer Fußballspieler
- Wiktor Nikolajewitsch Popow (1937–1994), russischer Physiker
- Wiktor Sergejewitsch Popow (1934–2008), russischer Dirigent und Chorleiter
- Wjatscheslaw Alexejewitsch Popow (* 1946), russischer Admiral, Kommandeur der Nordflotte
- Wladimir Popow (Kameramann), sowjetischer Kameramann
- Wladimir Popow (Leichtathlet) (* 1966), sowjetischer Sprinter
- Wladimir Albertowitsch Popow (* 1962), sowjetischer Ringer
- Wladimir Fjodorowitsch Popow (* 1953), russischer Eishockeyspieler
- Wladimir Iwanowitsch Popow (1930–1987), sowjetischer Regisseur
- Wladimir Leonidowitsch Popow (* 1946), russischer Mathematiker
- Wladimir Michailowitsch Popow (1887–1955), russischer bzw. sowjetischer Schauspieler, siehe Wladimir Michailowitsch Uralski
- Wladimir Weniaminowitsch Popow (1902–1960), sowjetischer Insektenkundler